# Antoine Sartine

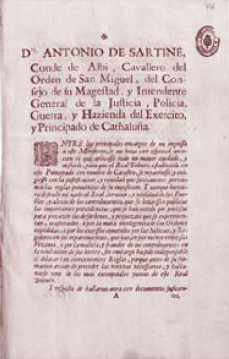
Première page de lordenanza (édit) de 1735 réformant le cadastre de Catalogne.

Antoine Sartine (1681-1744), connu ensuite sous le nom de Antonio de Sartine, était un financier d'origine française et un administrateur espagnol.

## Biographie
Né à Lyon, en France, dans une famille de petits commerçants, il fait la connaissance de certains financiers et s'enrichit grâce au ravitaillement des troupes du roi  Philippe V d'Espagne pendant la guerre de Succession d'Espagne (1701-1714). Assurer le ravitaillement des troupes en temps de guerre était un moyen usuel pour faire fortune à l'époque, comme en témoigne aussi le cas de la famille Pâris, liée à la  Marquise de Pompadour.
Antoine Sartine émigre en Espagne à la suite des troupes de   Philippe V. Apprécié du roi, il devient en  1715 membre de l'administration des Rentes générales (Rentas Generales). En 1718 il accède à l'office de conseiller dans le Conseil des finances (Consejo de Hacienda) et est anobli, devenant Antonio de Sartine. Finalement, en 1726 il est nommé intendente (i.e. gouverneur) de Catalogne.
Les institutions autonomes de la Catalogne avaient été abolies par les décrets de Nueva Planta (Decretos de Nueva Planta) à la fin de la guerre de Succession d'Espagne, au cours de laquelle la Catalogne s'était rangée dans le camp opposé à celui de Philippe V, et la Catalogne était donc désormais dirigée de fait par le gouverneur envoyé par Madrid. Antonio de Sartine gouverna donc effectivement la Catalogne pendant près de deux décennies, de 1726 jusqu'à sa mort en 1744.
Antonio de Sartine est surtout connu comme l'architecte de l'ordenanza, l'édit portant son nom :  datant du  20 décembre 1735, celui-ci réforma profondément le cadastre en Catalogne. Cet édit permit de mettre à jour les registres cadastraux, de systématiser l'impôt sur les terres, de clarifier la soumission à l'impôt des membres du clergé et les mécanismes de l'impôt lui-même, donnant au système une fiabilité nouvelle.
Antonio de Sartine avait épousé Catherine Wilts, comtesse d'Alby, dame d'honneur de la Reine et fille de Charles Wilts, Secrétaire d'État pour le royaume d'Irlande. 
Il est le père de l'administrateur et ministre français Antoine de Sartine et le grand-père de Charles-Louis-Antoine de Sartine, maître des requêtes sous Louis XVI, guillotiné dans le cadre de l’affaire des chemises rouges.

## Source
- (en) Cet article est partiellement ou en totalité issu de l’article de Wikipédia en anglais intitulé « Antoine Sartine » (voir la liste des auteurs).